# Kozielice (gromada)
Kozielice – dawna gromada, czyli najmniejsza jednostka podziału terytorialnego Polskiej Rzeczypospolitej Ludowej w latach 1954–1972.
Gromady, z gromadzkimi radami narodowymi (GRN) jako organami władzy najniższego stopnia na wsi, funkcjonowały od reformy reorganizującej administrację wiejską przeprowadzonej jesienią 1954 do momentu ich zniesienia z dniem 1 stycznia 1973, tym samym wypierając organizację gminną w latach 1954–1972.
Gromadę Kozielice z siedzibą GRN w Kozielicach utworzono – jako jedną z 8759 gromad na obszarze Polski – w powiecie pyrzyckim w woj. szczecińskim na mocy uchwały nr V/49/54 WRN w Szczecinie z dnia 5 października 1954. W skład jednostki weszły obszary dotychczasowych gromad Czarnowo, Kozielice, Mielno Pyrzyckie, Rokity i Zadeklino oraz miejscowość Przydarłów z dotychczasowej gromady Załęże ze zniesionej gminy Tetyń w powiecie pyrzyckim, a także obszar dotychczasowej gromady Parnica ze zniesionej gminy Banie w powiecie gryfińskim w tymże województwie. Dla gromady ustalono 17 członków gromadzkiej rady narodowej.
29 lutego 1956 z gromady Kozielice wyłączono wsie Czarnowo, Parnica i Zadeklino, włączając je do nowo utworzonej gromady Czarnowo w tymże powiecie.
1 stycznia 1958 do gromady Kozielice włączono (z powrotem) miejscowości Czarnowo i Zadeklino ze zniesionej gromady Czarnowo w tymże powiecie.
1 stycznia 1969 do gromady Kozielice włączono obszar zniesionej Tetyń w tymże powiecie.
Gromada przetrwała do końca 1972 roku, czyli do kolejnej reformy gminnej. 1 stycznia 1973 w powiecie pyrzyckim utworzono gminę Kozielice.